# Korizmics László

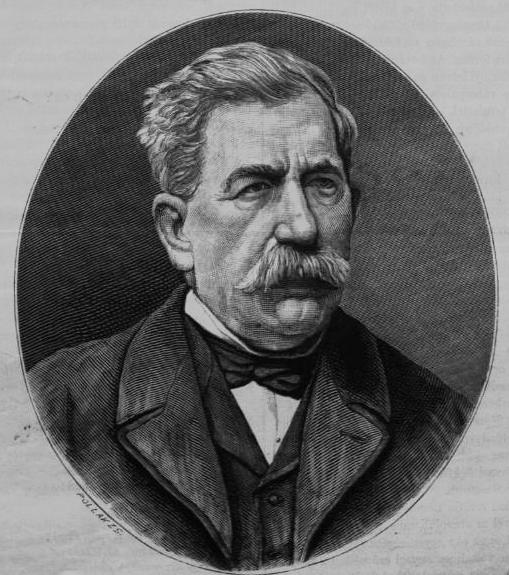
Időskori arcképe

Aggszentpéteri Korizmics László (Aggszentpéter, Fejér vármegye, 1816. március 29. – Kistétény, Pest-Pilis-Solt-Kiskun vármegye, 1886. október 5.) mezőgazdász, agrárpolitikus, az MTA tiszteleti tagja (1858). A Bécsi Gazdasági Egyesület és a New York-i Gazdasági Egyesület levelező tagja (1857). 1859-től 1860-ig a Királyi Magyar Természettudományi Társulat elnöke.

## Életpályája
Az ercsi uradalom egyik pusztáján született, egy 11 gyermekes család ötödik, legkisebb fiúgyermekeként. Anyja Krizsán Georgia, apja Korizmics Mátyás volt, aki előbb báró Lilien József tábornok, később ennek veje, báró Eötvös Ignác alkalmazásában állt, mint gazdatiszt (kasznár).
Tanulmányait a születési helyével szomszédos Rácz-Keresztúr falusi iskolájában kezdte, majd Virág János házi nevelő tanította. Középiskolai tanulmányait a jezsuiták budai, majd a piaristák pesti gimnáziumában végezte. Ezt követően a jogra iratkozott be; később azonban egy vadászat alkalmával súlyosan megbetegedett s felgyógyulása után, apja kívánságára a mérnöki osztályba iratkozott át. A pesti műegyetemen Faliczky által előadott mezőgazdaság-tant is hallgatta. 1835-ben a gróf Zichy család adonyi uradalmában mérnöki gyakorlaton vett részt Uhlarik János uradalmi mérnök mellett, majd letette a szigorlatokat, és 1837-ben oklevelet szerzett.
1838-ban herceg Esterházy Pál Antal szolgálatába lépett. Először az ozorai, később a kaposvári uradalomban volt segédmérnök. Közben, nemzetgazdasági tanulmányokkal foglalkozott és a gazdasági szakirodalom terén is megkezdte munkásságát. A herceg 1841-ben mint szabályzó főmérnököt, önálló hatáskörrel, a lévai [Bars vármegye] uradalmába nevezte ki; melynek Benkő Dániel volt felügyelője (inspektora). Itt szemlézte meg a Magyar Gazdasági Egyesület küldöttsége 1846-ban a kelecsényi rétöntözést. 

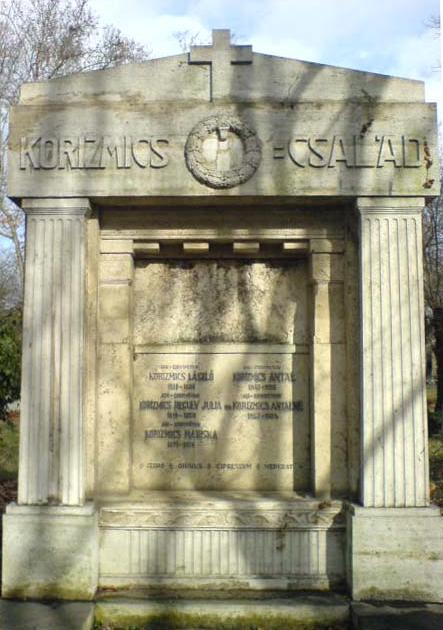
A Korizmics Család síremléke a Fővárosi Fiumei úti Temetőben

1848-ban a herceg egyik uradalmának főtisztjévé jelölték ki, de időközben megalakult a független, magyar, felelős Minisztérium (Kormány), és Klauzál Gábor földmívelés-, ipar- és kereskedelemügyi miniszter április 27-én titkárrá nevezte ki Korizmicsot. Szeptemberben, a császári seregek közeledése folytán a Minisztériummal ő nem költözött le Debrecenbe, maradt Pesten, s a megszűnt Magyar Gazda szaklap helyett 1849. január elején, mint szerkesztő és tulajdonos, megalapította a Gazdasági Lapok-at. Ennek megjelenése a hadjáratok idején (a 26. szám után) megszakadt, de 1850. január 1-jével ismét folytatták. 1849-ben tífuszba esett és gyógykezelésre szorult; előbb Szokola-Hutára majd Lévára ment pihenni, ahol megismerkedett Grabe orosz tábornokkal, mely kapcsolatot utóbb a Gazdasági Egyesület felújítása érdekében kamatoztatta. Korizmics a harcokban nem vett részt se egyik, se másik oldalról. Óvatos taktikája utóbb előnyére vált.
A császári kormány, melynek élén báró Karl Geringer császári biztos állt, oly egyént keresvén, ki a hazai gazdasági viszonyok ismerete mellett kellő szakképzettséggel bir, mi kivált az úrbéri váltságról hozott pátens végrehajtásánál vált szükségessé, a választás Korizmicsra esett, ki hazafiúi tisztaságának érzetében vállalkozott e kényes helyzetben a neki kínált nem politikai hivatalra, azon elhatározással, hogy abban hazájának minél több szolgálatot tenni iparkodik. Erre csakugyan alkalma is nyílt, mert úgy az úrbéri váltság, valamint a volt földesurak és jobbágyok viszonyának szabályozása, a tagosítás és birtokelkülönítési ügyek rendezése alkalmával befolyását mindenkor az országos érdek védelmezésében juttatta érvényre. 1850 végén a cs. kir. pénzügyigazgatósághoz helyezték át, azután a kir. kamaránál az adóosztály vezetésével megbízott pénzügyi tanácsos, később a kincstári jószágok előadó tanácsosa lett, mely állásaiban kivált az adó igazságos kivetése s a kincstári dohánytelepesek ügyének rendezése körül szerzett érdemeket. Hivatalos állásában 1861-ig maradt, mely időben kormányváltozás állván be, lemondott róla.

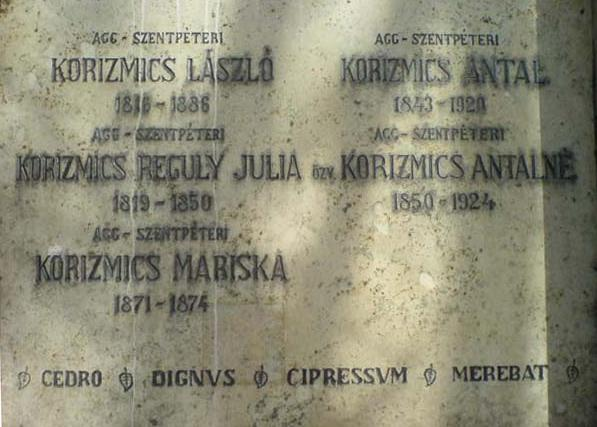
A Korizmics Család síremlékének felirata

Időközben a gazdasági szakirodalomnak folytonosan szorgalmas munkatársa volt. Az irodalmi működésen kívül kezdettől fogva élénk részt vett az egyesületi életben. A Magyar Gazdasági Egyesületnek 1846-ban lett tagja és 1848. június 2-án a választmányba került. A Geringer teljhatalmú cs. kir. polgári biztos által engedélyezett és 1850. március 21-én az Andrássy György gróf elnöklete alatt tartott választmányi ülésen a kormányhoz az Egyesület jövő működését tárgyazó előterjesztés szerkesztésével bízták meg s egyúttal azon 12 fős bizottság tagjává választották, mely 1850-től az 1857 novemberében bekövetkezett újjászervezésig vezette az egyesület ügyeit. Mint e bizottság tagja, nagy befolyást gyakorolt az Egyesület vagyonának rendezésére, kormányi segély kieszközlésében, a Köztelek kiépítése és kiállítások rendezése körül. Ezen érdemek méltatásául az újjászervezés alkalmával a közgyűlés az Egyesület alelnökévé választotta.
1858. január elején Döblingbe utazott:
8-án meglátogattam gr. Széchenyi Istvánt, dr. Geörgen tébolydájában, hol e nagy szellem, hazája szerencsétlensége fölötti fájdalmában még mindig tartózkodik, s a hol alkalmasint tartózkodni fog mind végig, ha hazája sorsa fölött, még az ő életében meg nem könyörül az igazság istene (...) Látogatásomat a grófnál, Tasner Antal barátommal tevén, ugyanazzal, ki a gróf oldala mellett, mint titoknok sok éveket töltött, ki tehát őt már ennél fogva is, jobban ismeri, mint bárki a hazában (...) Tíz nehéz és viszontagság teljes év után láttam a grófot ismét. (...) Nyájas szelíd jósággal jött ő így elibénk; megfogta két kezével kezeimet, s látható megindulással mondá: hogy igen örvend (...)
 ...
Meggyűlvén ekkép a grófnál a társaság, fölkeltem s Tasner barátommal együtt bucsut venni készültünk. Látván a gróf, hogy menni akarunk: fölkelt ő is, kilépett a szoba közepére hozzánk, nyájasan megszorongatá kezeimet s nekem halk, de igen szabatosan ejtett szavakkal mondá: Munkálkodjék Ön azon ügynek, a melynek eddig szolgált, ezentúl is, tegyen mennél több hasznos szolgálatokat szegény hazánknak. Ezzel elváltunk a gróftól, s jövén vissza a városba némán és szótlanul ültünk Tasner barátommal fiakkerünkben sokáig (...)
1858 tavaszán elvállalta a jószágrendezési szakosztály vezetését; az év folyamán hajóval "a hazánkkal határos" Törökországba (Konstantinápolyba és Isztambulba) látogatott. Ugyancsak ebben az évben, december 15-én, az MTA tiszteleti tagjává választották. 1861-től a rákospalotai Istvántelken egyesületi mintagazdaságot és földmíves iskolát (1875) hozott létre. Az 1862-ben alapított Magyar Földhitelintézet – melyben a kölcsönosztály igazgatói állást haláláig viselte – az ő hathatós támogatásával jött létre. Az 1857-es gazdasági kiállítás alkalmából a Ferenc József-rend lovagkeresztjét, utóbb a Vaskorona-rend másodosztályú jelvényeit és néhány hónappal halála előtt, aggszentpéteri előnévvel, a magyar nemességet kapta.
1870. március 15-étől haláláig Vízakna város (Alsó-Fehér vármegye) országgyűlési képviselője volt. Politikusként a Deák-féle irányvonalat képviselte.
Én legalább azt láttam a történetből, hogy az én kedves nemzetem akkor prosperált, és csak akkor prosperál, ha igazságos és erős kormánya volt, máskor soha. Méltóztassanak végig nézni e nemzetnek közel ezer évig nyúlt történetén, és felüthetik maguknak a bizonyságokat ezen állításokra nézve.
 ...
 Mi nagyon szeretjük hangoztatni függetlenségünket; pedig méltóztassanak elhinni, hogy alig követett valaha nemzet annyira úgynevezett "divatos politikát" mint mi! (...) Nekünk van bátorságunk igen sok dologra: de nincs bátorságunk szembeszállni az úgynevezett közvéleménnyel.
 ...
 Még akkor, mikor nem volt szerencsém e ház tagja lenni (...), figyelemmel kísértem e ház minden mozzanatát, de nem emlékezem, hogy ezen [jobb] oldalról hozathatott fel olyasmi, mi a tisztelt ellenzéknek tetszett volna. Azt hiszem, már ez maga gyanússá teszi a dolgot: mert az nem lehet, hogy annyi jeles ember mindig rossz dolgokat indítványozzon. Ennek okát [én] ott keresem, hogy önök észrevétlenül bár, de túlmentek tán az ellenzékiség határain, és csaknem óvakodniuk kell, hogy ellenségekké ne váljanak.
Képviselőházi beszédeiben figyelmét különösen a vámügyre s a földmíves iskolák szaporítására fordította. 1876-ban Szlávy József miniszterelnök a pénzügyi, 1878-ban Tisza Kálmán a földművelési tárcával kínálta meg Korizmicsot, de ő előrehaladt szembaja miatt nem fogadta el a megtisztelő ajánlatokat.
Kistétényi telkén berendezett egy 20 katasztrális holdból álló mintaszerű szőlőbirtokot. Halála előtt hosszú ideig súlyos beteg volt, sőt szemevilágát is csaknem elvesztette. Végső napjait itt töltötte.
Síremléke a Fővárosi Fiumei úti Temető 37/1-es parcellájában található, a Deák-mauzóleumhoz közel.
1842-ben nősült először Reguly Juliannával (1819-1850). E házasságából származott Antal fia (1843-1920), aki Konstantinápolyban a nemzetközi bíróságnak volt a tagja. Második, Hesz Máriával 1860-ban kötött házasságából származott László fia. Ő még gyermekkorában elhunyt.

## Emlékezete
- Végrendeletével[27] ellentétben nem Budára, hanem a Fiumei úti Nemzeti Sírkertbe temették.
- 2006. augusztus 12-én emléktáblát avattak a felvidéki Csákány (Cakany) községben Korizmics László[28] és Reguly Antal[29] emlékére, mivel egykor mindketten a község lakói voltak.[30]
- Szada községben (Pest megye) viszont található Korizmics utca, de nem László hanem Antal emlékére, aki háztulajdonos volt a Szabadosok dűlőben.[31]
- Vereby Soma: Névnapi üdvözlet nagyságos Korizmics László urnak… (Esztergom, 1859)

## Főbb művei
- A háromnyomású s váltógazdaság (Ismertető, 1840.)
- Mezei gazdaságunk kiskorúságának néhány okai (Magyar Gazda, 1842.)
- Rétöntözési és vízjogi terv c. emlékirat (1843).
- Levelek a rétöntözés érdekében. Függelékül a' Magy. Gazd. Egyesület által az 1844-iki országgyülés elibe terjesztett rétöntözési törvényjavaslat… (Pest, 1845) REAL-EOD ‑ különlenyomat a Magyar Gazda 1848? évi 20., 22., 30., 36. számaiból
- Korszerű agitatio a szem elől tévesztett mezőgazdaság érdekében (Magyar Gazda, 1846.)
- Jószágrendezés (jutalmazott pályamunka; Pest, 1848) ‑ különlenyomat a Magyar Gazda 1848. évi 20., 22., 30., 36. számaiból.
- Hazánk mezőgazdasági átalakulása (Gazdasági Lapok, 1849.)
- A mezőgazdaságban fekvő tőkékről, azoknak egymáshozi viszonya s arányáról (Gazdasági Lapok, 1850.)
- Úrbéri kárpótlás (Gazdasági Lapok, 1850.)
- A magyar gazdasági egyesület bizottmányának felterjesztése a selyemtenyésztés emelése iránt Magyarországon (Pest, 1850)
- A Magyar Gazdasági Egyesület választmányának fölterjesztése a gazd. egyesület jövendő állása, a gazd. intézetek és alsóbb iskolák felállítása iránt Magyarországon (Pest, 1851)
- Anglia haszonbérlési állapotainak ismertetése. George Wingrowe Cook munkája nyomán hazai körülményeinkre vonatkozó jegyzetekkel kisérve (Pest, 1858.) – Budapesti Szemle (Szerk. Csengery A.) I-VI. kötet (Pest, 1857-1859) → IV. kötetben: Anglia haszonbérleti viszonyai, tekintettel hazánkra (K. L.)
- Korizmics László… jelentése a dunai hajózásról, s a magyar borok érdekében Konstantinápolyba tett utjának eredményeiről. Tárgyaltatott A Magyar Gazdasági Egyesület 1858. évi novemb. 17-kén tartott közgyülésén (Pest, 1858) Online – Budapesti Szemle (Szerk. Csengery A.) I-VI. kötet (Pest, 1857-1859) → IV. kötetben: Jelentés a dunai hajózásról (K. L.)
- Törökország földbirtoki, adóügyi és gazdasági viszonyairól. In.: Magyar Akadémiai Értesítő A Filozófiai, Törvény- és Történettudományi Osztályok Közlönye, 1860. évi I. kötet II. szám, p. 179-204.
- Némi adatok Magyarország termelésének ismertetéséhez. In: Statisztikai Közlemények, 1862.)
- A magyar mezőgazdasági és erdőgazdasági termelés. In: Statisztikai Szemle, 1862. 4. 74-87.
- A few particulars regarding some of the chief productions of Hungary (London, 1862)
- Országszerte létesítendő faültetések és csatornázások szüksége (Magyar Orvosok és Természetvizsgálók Munkálatai, 1864.)
- Gazdasági Levelek [1866-1867]; ajánlás az Országos Magyar Gazdasági Egyesületnek és hazám gondolkozó fiainak (Pest, 1867)
- A keszthelyi kerület választóihoz (Pest, 1869. március)
- Levelek a szőllőből Korizmics Lászlótól (Pest, 1870)
- Úti képek és jegyzetek 1851-ből (Budapest, 1874)
- A pénzügyi vámok; – különlenyomat a Nemzetgazdasági Szemle 1877. évi I. évf. 4. füz., (Budapest, 1877)
- Tanulmányok és reflexiók az osztrák-magyar monarchia ki- és beviteli forgalmát illetőleg 1851-1874 (Budapest, 1877)
- Studien und Reflexion über den Ein- und Ausfuhrverkehr der österreichisch-ungarischen Monarchie 1851-74 (Budapest, 1877)
- Választóihoz (Budapest, 1878. július)
- Közgazdasági helyzetünk délkeleti szomszédaink felé; – különlenyomat a Nemzetgazdasági Szemle 1878. évi 3. füz., (Budapest, 1878)
- A Tiszavölgy rendezése iránt Palleocapa nézetei 1847-ből (Pest, 1879)[32] – kivonat az 1847. évi Jelenkor 13., 14., 15. számaiból az 1879-es szegedi nagy árvíz kapcsán.
- Vizeink ügyében; – Korizmics László előadása az Országos Magyar Gazdasági Egyesület Jószágrendezési és Vizhasználati Szakosztályánál, 1879. december 14.; – különlenyomat a Gazdasági Lapok 1880. évi 1-2. sz. (Budapest, 1880)
- Szőllőmivelés és borászat, – az Enquete-tárgyalások 3. füzete (Budapest, 1880) Szerk.: Molnár Istvánnal
- Korizmics László nyilatkozata a gabonatermelés s növénytermelési és állattenyésztési kérdések tárgyalásánál a közgazdasági értekezleten (Budapest, 1880) – különlenyomat a Gazdasági Lapokból
- Levelek Lónyay Gáborhoz (jószágrendezési és termelési összehasonlítások); – különlenyomat az Ellenőr-ből (Budapest, 1881)
- Nyilt levél Vízakna város választóihoz (Budapest, 1881)
- Korizmics László levelei a jószágrendezés tárgyában (Budapest, 1883). – Különlenyomat a Gazdasági Lapok 1853. évfolyamából az Országos Magyar Gazdasági Egyesület jószágrendezési szakosztályának 1883. év őszén tartandó tárgyalásai alkalmára

Ezenkívül Benkő Dániellel és Morócz Istvánnal közösen írta és adta ki Stephens Henrik The book of the farm (2 köt., 2. kiad. London 1852) című angol művét a hazai viszonyokra átdolgozva e cím alatt: Mezei gazdaság könyve (Pest 1855-1868, 7 kötetben, részben II. kiadásban.) Ez a munka 5000 példányban terjedt el.
A Gazdasági Lapok-ban Tiszaháti és «O» jegy alatt számos cikket írt. A „hozzunk mezőgazdaságunkba mielőbb helyes arányokat” jelmondat, mely cím alatt 1852-ben feltűnést keltő cikket írt, szintén tőle származik.